# Дил Сити (Оклахома)
Дил Сити (енгл. Dill City) град је у америчкој савезној држави Оклахома.

## Демографија
По попису из 2010. године број становника је 562, што је 36 (6,8%) становника више него 2000. године.
| Група             | 2000.       | 2010.       |
| Белци             | 466 (88,6%) | 461 (82,0%) |
| Афроамериканци    | 0 (0,0%)    | 0 (0,0%)    |
| Азијати           | 0 (0,0%)    | 0 (0,0%)    |
| Хиспаноамериканци | 23 (4,4%)   | 57 (10,1%)  |
| Укупно            | 526         | 562         |